# REkrabička
REkrabička je česká služba poskytující vratné obaly na jídlo do restaurací, kaváren či bister. Krabičky jako službu pronajímá restauracím, které je zákazníkům nabízí jako alternativu pro jednorázové zabalení jídla s sebou. Zákazník tak za krabičku platí zálohu, kterou při vracení získá zpět.
V lednu 2021 REkrabičky využívá 350 podniků po celém Česku, v oběhu je přibližně 20 tisíc krabiček. Podle zakladatele firmy se při takovém množství vratných obalů uspoří 1,5 tuny odpadu měsíčně.
Služba patří pod firmu Zero Waste Solutions s.r.o.

## Historie
Projekt vznikl v roce 2019 z iniciativy Ondřeje Širočky, kterému se nelíbilo množství odpadu z jednorázových obalů na jídlo. Původně s nápadem vratných krabiček oslovil firmy poskytující krabičkové diety, ty ho ale kvůli složité logistice nepřijaly. Obrátil se tak na restaurace, u kterých byl o nápad větší zájem. Nejdříve Rekrabičky zkušebně fungovaly v deseti brněnských restauracích.
Došlo také k ročnímu vývoji samotné vratné nádoby – Rekrabičky. Tyto nádoby se vyrábí v Česku a jsou stoprocentně z recyklovatelných materiálů.
V lednu 2021 oznámila služba REkrabička spojení s československým systémem vratných kelímků Otoč kelímek, který byl k tomuto datu rozšířen na 350 míst.